# Cinnamate 4-hydroxylase
 (juillet 2025).
Si vous disposez d'ouvrages ou d'articles de référence ou si vous connaissez des sites web de qualité traitant du thème abordé ici, merci de compléter l'article en donnant les références utiles à sa vérifiabilité et en les liant à la section « Notes et références ».
La cinnamate 4-hydroxylase (C4H ou CA4H), appelée également Trans-cinnamate 4-monooxygénase, est une enzyme qui catalyse la réaction d'hydroxylation du cinnamate (base conjuguée de l'acide cinnamique) en 4-hydroxycinnamte (base conjuguée de l'acide paracoumarique) :
Trans-cinnamate + NADPH + O2 = 4-hydroxycinnamate + NADP+ + H2O
C'est une enzyme de type oxydo-réductase, plus précisément de celles qui agissent sur des donneurs apparié avec comme oxydant O2 et incorporation ou réduction d'oxygène. 
Cette enzyme participe au métabolisme de la phénylalanine et à la biosynthèse des phénylpropanoïdes. Elle utilise un  cofacteur, l'hème.